# 北村正哉
北村 正哉（きたむら まさや、1916年5月3日 - 2004年1月26日）は、日本の政治家。青森県で県議会議員・副知事を各3期、その後知事を4期にわたって務めた（正哉の哉の文字は、本来は旁にノが付かないものだが、異体字でコンピュータ上で表現できないケースがあるため、「〓」として註釈するか、「哉」で代用するか、「まさや」とひらがなで表記されるケースがある）。

## 来歴・人物
上北郡三沢村（現・三沢市）で、牧場主の長男として生まれた。先祖の北村豊三は元会津藩士で、会津戦争敗北後に同藩が斗南藩として現在のむつ市へ転封された際に移住し、広沢安任と共に日本初の西洋式牧場である「開牧社」の経営に参加した。
旧制野辺地中学（現・青森県立野辺地高等学校）を卒業、盛岡高等農林学校（現・岩手大学）から大日本帝国陸軍の獣医部に編入。軍の獣医少佐として出征し、インドネシアで終戦を迎えている。その後は1952年に大三沢町議に初出馬し、当選。1期目の途中の1955年から青森県議会議員を連続3期、さらに1967年から竹内俊吉知事の下で副知事を連続3期務めた。副知事時代にはむつ小川原開発で政府や企業との折衝にあたった。

### 知事時代
1979年に竹内の後継者として知事選に出馬、当選した。町議時代からの持論だった「産業構造の高度化」を知事としても掲げ、道路や鉄道、空港、港湾などインフラストラクチャーの整備に尽力した。特に東北新幹線の青森までの整備には副知事時代から取り組み、計画の凍結や延期を経験しても粘り強く盛岡駅以北の早期着工を訴えて、地元では「ミスター新幹線」と呼ばれた。また、六ヶ所村核燃料再処理施設の誘致に力を入れ、1985年に六ヶ所村への核燃施設受け入れを決定している。1987年、「青秋林道建設の見直し発言」を行い、後のユネスコ世界遺産・白神山地（自然遺産）登録への道を開いた。1994年には世論を受けて三内丸山遺跡の永久保存を決めた。青森朝日放送の開局にも尽力した。

### 知事退任後
5選を目指した1995年2月5日の知事選挙では新進党・公明党の推薦を受けた木村守男に約26,000票の差で敗れた。同年、勲一等瑞宝章受章。
知事退任後は糖尿病などで入退院を繰り返した。2003年12月下旬に脳梗塞で倒れて入院し、危篤状態が続いた後の2004年1月26日に死去した。87歳没。

## 家族
妻・幸子との夫婦仲は円満で、デパートへの買い物などに付き添っていた。また、妻が晩年に自宅で闘病生活を送っていた時には車いすを押して散歩をしていたという。最後は同じ病院に入院しており、正哉より1日早い1月25日に幸子が84歳で死去している。北村家と自民党県連によって北村夫妻の合同葬儀が2月2日に青森市のホテル青森で開かれ、親族や津島雄二など約1300人が参列した。なお、長男の正任は毎日新聞社の会長・主筆。